# Бестамак (Уилский район)
Бестамак (каз. Бестамақ) — село в Уилском районе Актюбинской области Казахстана. Входит в состав Саралжинского сельского округа. Код КАТО — 155245300.

## Население
В 1999 году население села составляло 247 человек (125 мужчин и 122 женщины). По данным переписи 2009 года, в селе проживало 200 человек (89 мужчин и 111 женщин).